# Parafia Najświętszego Serca Pana Jezusa w Brzeźnicy
Parafia Najświętszego Serca Pana Jezusa w Brzeźnicy – parafia rzymskokatolicka należąca do dekanatu Skawina archidiecezji krakowskiej. 